# Lecsó

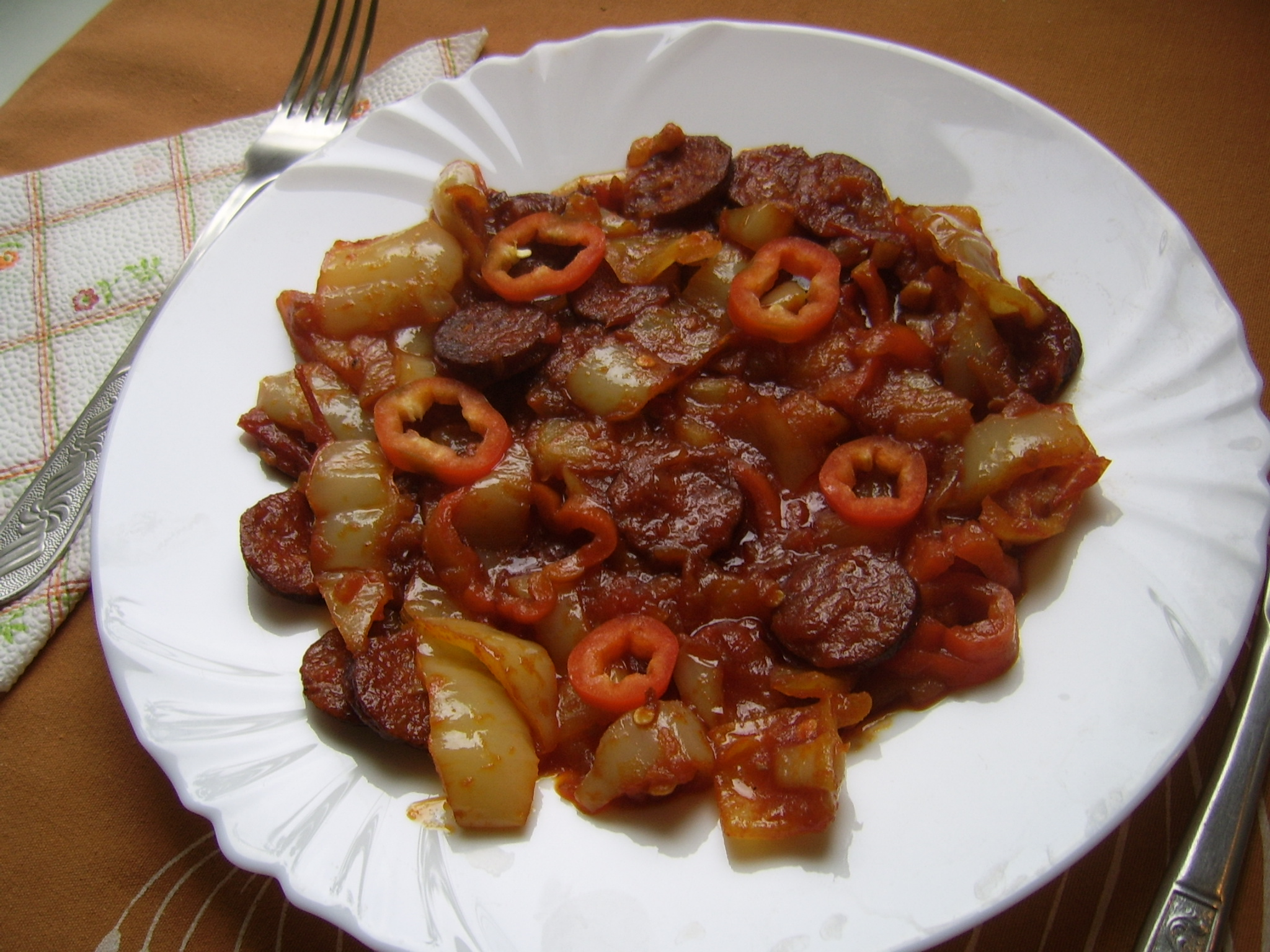
Bord met lecsó

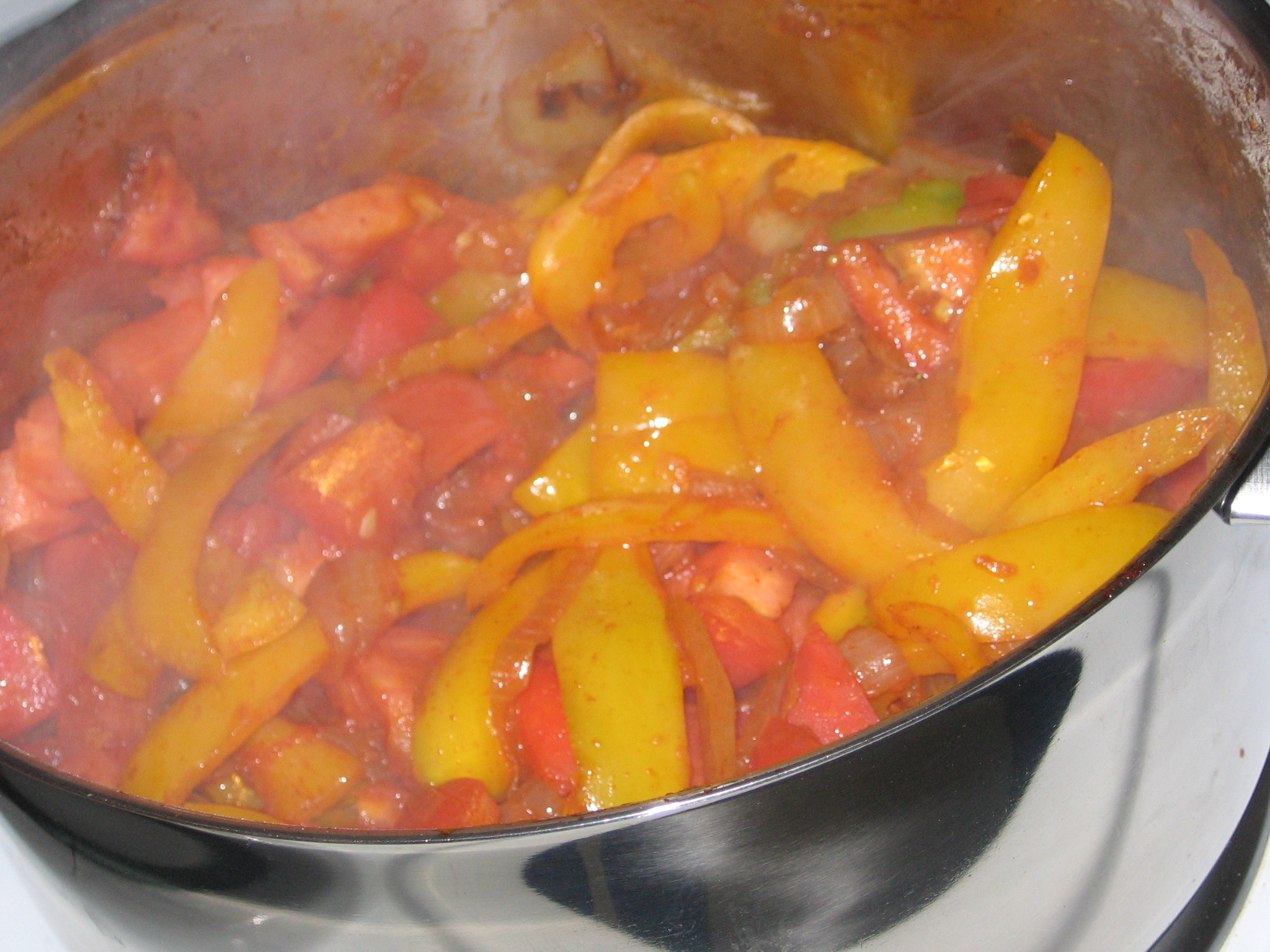
Lecsó die wordt gestoofd

Lecsó (Hongaars lecsó, Slovaaks lečo, Duits letscho, Pools leczo, Russisch лечо) is een traditioneel bekende Hongaarse gerechtklassieker. Het gerecht zou oorspronkelijk afkomstig zijn uit de Balkan, maar is heden ten dage typisch Hongaars. Het is een stoofschotel (pörkölt) van groenten: tomaten, paprika en uien. Volgens Gyula Krúdy moet men in de zomer paprika en tomaten eten, in de winter daarentegen lecsó.
Het gebruikelijke recept voor lecsó is één deel rode ui, twee delen tomaten en vier delen van de typische Hongaarse lichtgele paprika.
Het gerecht kan op diverse wijzen bereid worden. De tomaten worden al dan niet van het vel ontdaan. Het gerecht wordt met eieren, rijst of kolbász opgediend.

## Ingrediënten
De ingrediënten van lecsó zijn tomaten, rode uien, lichtgele Hongaarse paprika, zout, peper en paprikapoeder.

## Bereiding
De meest gebruikelijke manier van bereiden is als volgt: de tomaten ontvellen en de zaden verwijderen. De paprika wassen en snijden en het binnengedeelte met de zaden verwijderen. De uien in niet al te kleine stukken versnijden en op een matig vuur in olie aanstoven. Als de uien glazig worden en lichtbruin van kleur, worden de stukken paprika toegevoegd om mee te stoven. Als de paprikastukjes zacht worden, voegt men gemalen rode paprikapoeder toe tot het geheel een mooie dieprode kleur krijgt. Nadien worden onder voortdurend roeren de tomaten toegevoegd. Het gerecht dient te stoven tot het voor de helft is ingekookt en de tomaten volledig zijn weggekookt. Eventueel zout en peper toevoegen.

## Lecsó in de Hongaarse literatuur
- Csurka István: Kettes kolbász, Szépirodalmi Könyvkiadó, 1980, ISBN 9631515605
- Csaplár Vilmos: Két lecsó, Élet és Irodalom
- Fehér Béla: Lecsó, Magvető, 2009

## Websites
- Zsadon Béla: Lecsó, index.hu
- Balatonkenese, Lecsófesztivál, www.youtube.com
- Békéscsaba, Lecsófesztivál[dode link], www.lecsofesztival.hu
- Ahány ember, annyi lecsó, www.kulturpart.hu
- Lecsó készítése (video), www.youtube.com
- Kolbászos lecsó bográcsban (video), www.youtube.com